# 大黒屋金之助
大黒屋 金之助（だいこくや きんのすけ、生没年不詳）は江戸時代末期から明治時代にかけての地本問屋。

## 来歴
大金と号す。大黒屋金次郎とも。幕末から明治にかけて京橋区築地小田原町2丁目平三郎店で、後に人形町通堀留町で地本問屋を営業している。2代目歌川広重、歌川貞秀、歌川芳虎、月岡芳年、河鍋暁斎、2代目歌川国輝らの錦絵を出版している。

## 作品
- 2代目歌川広重 「横浜岩亀見込之図」 大判3枚続 万延1年（1860年）
- 歌川貞秀 「横浜売物図絵之内 横浜唐物店図」 大判揃物 万延1年
- 歌川貞秀 「体内巡り」
- 歌川芳虎 「東海道名所図会」 大判12枚続 元治1年（1864年）
- 月岡芳年 「和漢百物語」 大判揃物 慶応1年（1865年）ころ
- 月岡芳年 「御進発」
- 惺々周麿（河鍋暁斎） 「一寸見なんしことしの新ばん」 大判3枚続 慶応3年（1867年）
- 2代目歌川国輝 「東京新嶋原勝景」 大判10枚続 明治2年（1869年）
- 2代目歌川国輝 「築地海軍英学寮ノ図」 大判3枚続 明治4年（1871年）